# Tenomerga concolor
Tenomerga concolor is een keversoort uit de familie Cupedidae. De wetenschappelijke naam van de soort is voor het eerst geldig gepubliceerd in 1835 door Westwood.